# مرد مورچه‌ای و زنبورک: شیدایی کوانتومی
مرد مورچه‌ای و زنبورک: شیدایی کوانتومی (انگلیسی: Ant-Man and the Wasp: Quantumania) فیلم ابرقهرمانی آمریکایی سالِ ۲۰۲۳ است که بر اساس مارول کامیکس ساخته شده‌است و شخصیت‌های اسکات لانگ / مرد مورچه‌ای و هوپ پیم / واسپ در آن حضور دارند. این فیلم که به‌وسیلهٔ مارول استودیوز تولید و به‌وسیلهٔ استودیو سینمایی والت دیزنی توزیع شده‌است، دنبالهٔ مرد مورچه‌ای (۲۰۱۵) و مرد مورچه‌ای و زنبورک (۲۰۱۸) و سی و یکمین فیلم در دنیای سینمایی مارول (اختصاری MCU) به‌شمار می‌رود. این فیلم به‌دست پیتون رید از فیلم‌نامه‌ای به نویسندگی جف لاونس کارگردانی شده‌است و پل راد در نقش اسکات لنگ و اوانجلین لیلی در نقش هوپ ون داین در کنار جاناتان میجرز، کاترین نیوتون، دیوید دستمالچیان، کیتی اوبرایان، ویلیام جکسون هارپر، بیل مری، میشل فایفر، کوری استول و مایکل داگلاس بازیگران آن هستند. در این فیلم، لانگ و ون داین به همراه خانواده‌شان به قلمرو کوانتومی منتقل و با کانگ فاتح (میجرز) مواجه می‌شوند.
برنامه‌های ساخت سومین فیلم مرد مورچه‌ای در نوامبر ۲۰۱۹ تأیید شد و رید و راد بازگشت خود را اعلام کرد. لاونس تا آوریل ۲۰۲۰ استخدام شد و توسعهٔ فیلم در طول همه‌گیری کووید-۱۹ آغاز شد. عنوان فیلم و اعضای جدید بازیگران در دسامبر ۲۰۲۰ اعلام شد. فیلم‌برداری در اوایل فوریهٔ ۲۰۲۱ در ترکیه آغاز شد، و نیز فیلم‌برداری تکمیلی در میانهٔ ژوئن در سان فرانسیسکو انجام شد. مراحل تصویربرداری اصلی در پایان ژوئیه در استودیوهای پاین‌وود در باکینگهام‌شر آغاز شد و در نوامبر به پایان رسید.
مرد مورچه‌ای و زنبورک: شیدایی کوانتومی در ۶ فوریهٔ ۲۰۲۳ در لس آنجلس به نمایش درآمد و در ۱۷ فوریه به‌عنوان نخستین فیلم از فاز پنجم دنیای سینمایی مارول در ایالات متحده اکران شد. این فیلم نقدهای متفاوتی از سوی منتقدان دریافت کرد که نقش‌آفرینی‌ها، جلوه‌های ویژه و موسیقی را تحسین کردند، اما به‌دلیل داستان، فیلم‌نامه و تغییر سبک در مقایسه با قسمت‌های اولیه این فرنچایز انتقاداتی به آن وارد شد. این فیلم بیش از ۴۷۵ میلیون دلار در جهان فروش داشت و چهارمین فیلم پرفروش ۲۰۲۳ شد.

## داستان
جانت ون داین در طول روزهایی که در قلمرو کوانتومی به دام افتاده بود، با مسافری تبعیدی به نام کانگ مواجه می‌شود. در حال حاضر، پس از نبرد انتقام‌جویان علیه تانوس، اسکات لنگ به یک خاطره‌نویس موفق تبدیل شده و با دوست دخترش، هوپ ون داین، به خوشی زندگی می‌کند. کسی، دختر اسکات که اکنون نوجوان است، به مردم آواره کمک می‌کند و در حین کمک توسط پلیس دستگیر می‌شود. در نتیجه او رابطهٔ متشنجی با پدرش دارد.
هنگام بازدید از والدین هوپ، یعنی هنک پیم و جانت، کسی فاش می‌کند که روی دستگاهی کار می‌کند و این دستگاه می‌تواند با قلمرو کوانتومی ارتباط برقرار کند. جانت با اطلاع از این موضوع وحشت می‌کند و به زور دستگاه را خاموش می‌کند، اما پیغام دریافت می‌شود و در نتیجه پورتالی باز می‌شود که پنج نفر آن‌ها را به قلمرو کوانتومی می‌مکد. اسکات و کسی توسط بومی‌هایی پیدا می‌شوند که علیه حاکم خود شورش می‌کنند، در حالی که هوپ، جانت و پیم برای یافتن پاسخشان، شهری بزرگ را کاوش می‌کنند.
هوپ، جانت و پیم با لرد کریلار، متحد سابق جانت ملاقات می‌کنند. او می‌گوید از زمانی که جانت رفته همه چیز تغییر کرده و او اکنون برای کانگ، حاکم جدید قلمرو کوانتومی کار می‌کند. این سه نفر مجبور به فرار می‌شوند و کشتی کریلار را می‌دزدند. در همین حال، جنتورا، رهبر شورشیان به لنگ و دخترش گفت که کمکِ جانت به کانگ به‌طور غیرمستقیم مسئول به قدرت رسیدن اوست. شورشیان به زودی مورد حمله نیروهای کانگ به رهبری موداک قرار می‌گیرند که مشخص می‌شود دارن کراس است و از مرگ ظاهری خود به دست اسکات جان سالم به در برده‌است.
در کشتی کریلار، جانت به هوپ و پیم اعتراف می‌کند که چرا دیگر نمی‌خواسته کاری با قلمرو کوانتومی داشته باشد: کانگ ادعا کرد که او و جانت هر دو می‌توانند از قلمرو کوانتومی فرار کنند، اگر او به کانگ کمک کند تا هسته قدرت چندوجهی خود را بازسازی کند. پس از اینکه آن‌ها موفق به تعمیر آن شدند، جانت چشم‌اندازی از کانگ را دید که کل خطوط زمانی را فتح و نابود می‌کند. کانگ فاش کرد که به دلیل نگرانی، توسط انواعی از خودش تبعید شده‌است. جانت علیه او مخالفت می‌کند. جانت از ذرات مورچه‌ای خود برای بزرگ‌تر کردن و تخریب هسته قدرت او استفاده کرد. کانگ پس از به دست آوردن مجدد قدرت خود، در نهایت قلمرو کوانتومی را فتح کرد.
لنگ و کسی نزد کانگ برده می‌شوند. کانگ از اسکات می‌خواهد که به بازگرداندن هستهٔ قدرتش کمک کند وگرنه کسی را خواهد کشت. سپس اسکات به محل هسته برده می‌شود و کوچک می‌شود. او تقریباً در دریایی از انواع خود غرق می‌شود، اما هوپ از راه می‌رسد و به او کمک می‌کند تا هستهٔ قدرت را به‌دست آورد. با این حال، کانگ از معامله خودداری می‌کند، جانت را دستگیر می‌کند و کشتی او را با هنک در آن نابود می‌کند. پیم پس از نجات توسط مورچه‌هایش، که آن‌ها نیز به قلمرو کوانتومی کشیده شده بودند، به سرعت تکامل یافتند و فوق هوشمند شدند، به اسکات و هوپ کمک می‌کند تا به سمت کانگ بروند. کیسی جنتورا را نجات می‌دهد و آن‌ها قیام علیه کانگ و ارتشش را آغاز می‌کنند. در طول مبارزه، کسی کراس را متقاعد می‌کند که طرف خود را عوض کند و با کانگ مبارزه کند، اگرچه کراس جان خود را فدا می‌کند.
جانت هسته قدرت را تعمیر می‌کند، اما کانگ به اسکات حمله می‌کند و تقریباً او را تسلیم خود می‌کند، تا زمانی که هوپ برمی‌گردد، و همراه با اسکات، هسته قدرت و کانگ را نابود می‌کنند. کسی دوباره درگاه را باز می‌کند تا اسکات و هوپ به خانه برگردند. در حالی که اسکات با خوشحالی زندگی خود را از سر می‌گیرد، در خصوص آنچه در مورد مرگ کانگ به او گفته شد شروع به فکر کردن می‌کند اما آن را نادیده می‌گیرد.
در صحنه پس از تیتراژ، گونه‌های متعدد کانگ، به رهبری ایمورتوس، مرگ کانگ را تحسین می‌کنند و قیام چندجانبه خود را برنامه‌ریزی می‌کنند. در صحنه دیگر پس از تیتراژ، لوکی و موبیوس ام. موبیوس در سال ۱۹۰۱ روی زمین با نسخه دیگری از  کانگ به نام ویکتور تایملی روبرو می‌شوند که بر روی صحنه‌ای مربوط به همان دوره درحال توضیح دادن راجع به خط زمانی است.

## بازیگران
- پل راد در نقش اسکات لانگ / مرد مورچه‌ای: یک انتقام‌جو و جنایتکار خرده‌پای سابق با لباسی که به او اجازه می‌دهد در عین افزایش قدرت، کوچک‌تر یا بزرگ‌تر شود.[۵]
- اوانجلین لیلی در نقش هوپ ون داین / واسپ: دختر هنک پیم و جانت ون داین که لباسی مشابه و شنل زنبور مادرش را دارد.[۶]
- جاناتان میجرز در نقش کانگ فاتح: یک «دشمن سفر در زمان و مولتی‌ورسی» که نوعی خط زمانی متناوب از شخصیتی است که در لوکی (۲۰۲۱) معرفی شد. مایکل والدرون، سرپرست نویسندگان لوکی، کانگ را «شرور بزرگ بعدی فیلم‌های متقابل» دنیای سینمایی مارول توصیف کرد.[۷][۸] میجرز می‌گوید کانگ در کوانتومانیا آن شخصیت قبلی نیست، و با روان‌شناسی تغییر یافته متفاوت است. او به دلیل شخصیت‌های متفاوت اطرافش، کانگ را متفاوت از قبلی به تصویر می‌کشد، و از یک سریال به یک فیلم تغییر می‌کند.[۹]
- کاترین نیوتون در نقش کاسی لنگ: دختر اسکات لنگ. او قبلاً توسط اما فورمن در انتقام‌جویان: پایان بازی (۲۰۱۹) به تصویر کشیده شده بود.[۷]
- دیوید دستمالچیان در نقش وب: موجودی لجن‌مانند که در قلمرو کوانتومی زندگی می‌کند. دستمالچیان قبلاً نقش کرت را در دو فیلم اول مرد مورچه‌ای به تصویر کشیده بود.[۱۰]
- کتی اوبراین در نقش جنتورا: یک مبارز آزادی که تلاش برای اصلاح بی‌عدالتی‌هایی را دارد که جوامع در قلمرو کوانتومی با آن روبرو هستند.[۱۱]
- ویلیام جکسون هارپر در نقش کواز: یک فرد با قدرت تله‌پاتی که در قلمرو کوانتومی زندگی می‌کند.[۱۱]
- بیل مری در نقش لرد کریلار: فرماندار جامعه مجلل آکسیا در قلمرو کوانتومی؛[۱۲] او سابقه‌ای با جانت ون داین در قلمرو کوانتومی دارد.[۱۳][۱۴] رید معتقد بود که شخصیت مری نمایانگر گذشته یک فرد است که «همیشه راهی برای نشان‌دادن پیدا می‌کند» و موضوع فیلم دربارهٔ رازهای بین اعضای خانواده و نحوه تأثیرگذاری هر یک از آنها توسط آن رازها است.[۱۵]
- میشل فایفر در نقش جانت ون داین: همسر پیم، مادر هوپ و زنبور اصلی که به مدت ۳۰ سال در دنیایی کوانتومی گم شده بود.[۱۶]
- کوری استول در نقش موداک: شاگرد سابق پیم که در طول رویدادهای مرد مورچه‌ای (۲۰۱۵) به اندازه زیر اتمی در قلمرو کوانتومی کوچک شد و به فردی جهش‌یافته و سایبرنتیکی پیشرفته با سری بزرگ معروف به «M.O.D.O.K» تبدیل شد.[۱۷][۱۸][۱۹] لاونس این شخصیت را تلاقی بین شخصیت اتو وست از کوین کلاین از فیلم ماهی‌ای به نام وندا (۱۹۸۸) و شخصیت فرانک گرایمز از فصل هشتم سریال سیمپسون‌ها «دشمن هومر» (۱۹۹۷) توصیف کرد.[۲۰]
- مایکل داگلاس در نقش هنک پیم: مأمور سابق شیلد، حشره‌شناس و فیزیک‌دانی که پس از ساخت این لباس تبدیل به مرد مورچه ای اصلی شد.[۶]

علاوه بر این، رندل پارک به‌طور خلاصه نقش خود را به‌عنوان جیمی وو، مأمور اف‌بی‌آی از رسانه‌های قبلی دنیای سینمایی مارول، همراه با گرگ ترکینگتون و بسکین-رابینز که نقش‌های خود را به عنوان مدیر فروشگاه دیل از مرد مورچه‌ای تکرار می‌کند. روبن راباسا به عنوان متصدی یک کافی‌شاپ ظاهر می‌شود. صحنه پس از تیتراژ، حضورهای کوتاهی از تام هیدلستون و اوون ویلسون را نشان می‌دهند که نقش‌های مربوطهٔ خود را به‌عنوان لوکی و موبیوس ام. موبیوس از سریال لوکی تکرار می‌کنند.

## تولید

### توسعه
پیش از اکران مرد مورچه‌ای و زنبورک (۲۰۱۸)، کارگردان پیتون رید گفت که عناصری از آن فیلم وجود دارد که با سومین فیلم بالقوهٔ این فرنچایز «خیلی چیزها برای پرداختن» باقی می‌گذارد. او به قلمرو کوانتومی اشاره کرد که در مرد مورچه‌ای (۲۰۱۵) معرفی شد و در مرد مورچه‌ای و زنبورک: شیدایی کوانتومی بیشتر به آن پرداخته می‌شود. همچنین افزود که او و مارول استودیوز به ساخت فیلم سوم امیدوار بودند و دربارهٔ نکات احتمالی داستانی برای چنین دنباله‌ای صحبت کرده‌اند.
در فوریه ۲۰۱۹، بازیگر هنک پیم، مایکل داگلاس تأیید کرد که بحث‌های غیررسمی در مورد دنباله‌ای برای مرد مورچه‌ای و زنبورک صورت گرفته‌است؛ اگرچه تا آن زمان اوانجلین لیلی به دنبال نقش او در فیلم انتقام‌جویان: پایان بازی (۲۰۱۹) هیچ برنامه‌ای برای ادامهٔ شخصیت خود نشنیده بود. لیلی گفت «امید در میانه سفر است. من سفر او را به هیچ وجه پایان یافته نمی‌بینم.» در اکتبر آن سال، میشل فایفر علاقه خود را برای تکرار نقش جانت ون داین در یک دنباله ابراز کرد. از کوین فایگی، رئیس مارول استودیوز در مورد آینده اسکات لانگ / مرد مورچه‌ای با بازی پل راد پس از فیلم پایان بازی در دنیای سینمایی مارول سؤال شد و پاسخ داد که «مهره‌های شطرنج بسیار هدفمند چیده شده بودند»، برخی از آن‌ها «از روی تخته برداشته شدند» و برخی دیگر مانند مرد مورچه‌ای «هنوز روی تخته بودند، [پس] از کجا معلوم». از راد پرسیده شد که آیا در فیلم سوم مرد مورچه‌ای یا به عنوان بخشی از فرانچایز دنیای سینمایی مارول به این نقش بازخواهد گشت و گفت که هر دوی این گزینه‌ها مورد بحث قرار گرفته‌است.
پیتون رید رسماً در آغاز نوامبر ۲۰۱۹ برای کارگردانی سومین فیلم مرد مورچه‌ای قرارداد امضا کرد. قرار بود راد در نقش لنگ بازی کند، و لیلی و داگلاس نیز بازگشتند. قرار بود فیلم‌برداری در ژانویهٔ ۲۰۲۱ آغاز شود و تاریخ اکران احتمالی آن در سال ۲۰۲۲ باشد. رید دوباره برای کارگردانی استخدام شد؛ علی‌رغم علاقهٔ مارول به فیلم‌سازان جدید که برای هر فیلم نگاه‌های متفاوتی را برای قهرمانان خود به ارمغان می‌آورند، مدیران احساس می‌کردند که او به دنیای مرد مورچه‌ای تسلط دارد و می‌خواهند او را ببیند که برای پایان دادن به سه‌گانه‌اش بازگردد. جف لاونس برای نوشتن فیلم‌نامه این فیلم در «روزهای اولیه تعطیلی هالیوود» به دلیل همه‌گیری کووید-۱۹ استخدام شد و او کار روی فیلم‌نامه را تا آوریل ۲۰۲۰ آغاز کرده بود. در آن زمان، به دلیل تأثیرات همه‌گیری روی همه تولیدات فیلم، مشخص نبود که تولید فیلم چه زمانی آغاز می‌شود. در آگوست ۲۰۲۰، رید تأیید کرد که توسعهٔ فیلم در طول همه‌گیری ادامه دارد. علیرغم شایعاتی مبنی بر کاهش نقش لیلی در پی اظهارات جنجالی، رید گفت به لیلی همچنان در کنار راد در فیلم به‌طور یکسان پرداخته می‌شود زیرا او «بخش بسیار بسیار مهمی» از شراکت بین مرد مورچه ای و زنبورک است. رید اضافه کرد فیلم سوم «فیلمی بزرگتر و گسترده‌تر از دو فیلم اول [همراه با] قالب بصری بسیار متفاوت» است.

### پیش تولید
در سپتامبر ۲۰۲۰، جاناتان میجرز برای نقش اصلی این فیلم انتخاب شد که طبق گزارش‌ها، نقش او کانگ فاتح بود. از آنجایی که بازیگر نقش کانگ ابتدا نسخه دیگری از شخصیت را در مجموعهٔ لوکی از شبکهٔ دیزنی پلاس به تصویر می‌کشد، کیت هرون و مایکل والدرون —کارگردان و نویسندهٔ این مجموعه— علاوه بر رید و مدیران مارول استودیوز، در انتخاب بازیگران مشارکت داشتند. میجرز برای این نقش بدون تست بازیگری مورد بررسی قرار گرفت، و بعداً اشاره کرد که او قبل از پیوستن به لوکی «از ابتدا» در این فیلم نقش داشته‌است. در نوامبر انتظار می‌رفت فیلم‌برداری در سال ۲۰۲۱ آغاز شود. در دسامبر، گفته شد که فایفر مشارکت خود را تأیید کرد و فیلم‌برداری از اواسط سال ۲۰۲۱ آغاز خواهد شد. اندکی بعد در روز سرمایه‌گذار دیزنی، فایگی عنوان فیلم را با عنوان مرد مورچه‌ای و زنبورک: شیدایی کوانتومی اعلام و بازگشت راد، لیلی، داگلاس و فایفر را در کنار میجرز در نقش کانگ تأیید کرد؛ همچنین گفت که کاترین نیوتون در نقش کیسی لنگ به فیلم پیوسته‌است. اما فورمن که در دوران نوجوانی در فیلم انتقام‌جویان: پایان بازی نقش این شخصیت را بازی می‌کرد، از اعلام اینکه نیوتن این نقش را به عهده می‌گیرد ناراحت شد و امیدوار بود در آینده در دنیای سینمایی مارول حضور داشته باشد. بعداً در همان ماه، لاونس اعلام کرد که اولین پیش‌نویس فیلم‌نامه را تکمیل کرده و گفت که مارول از شیوع کووید-۱۹ برای انجام «کار جدید و عجیب» با فیلم استفاده کرده‌است. فایفر و داگلاس هر دو گفتند که این فیلم در سال ۲۰۲۲ اکران خواهد شد.

### فیلم‌برداری
در ۴ فوریه ۲۰۲۱، وزیر فرهنگ و گردشگری ترکیه، مهمت ارسوی، اعلام کرد که فیلم‌برداری این فیلم در منطقه کاپادوکیه این کشور آغاز شده‌است و قرار است در سایر نقاط ترکیه نیز فیلم‌برداری شود. در ابتدای مارس مشخص شد نقش تیپ «تی. آی» هریس در دو فیلم اول مرد مورچه‌ای در این فیلم حضور ندارد. این خبر پس از آن منتشر شد که اتهامات سوء استفاده جنسی علیه هریس و همسرش تامکا کوتل در پایان فوریه مطرح شده بود، اما ورایتی گزارش داد که این موضوع ارتباطی ندارد و هریس هرگز قرار نیست برای دنباله بازگردد. دیوید دستمالچیان، که در کنار دیو برای شخصیت کرت در دو فیلم اول ظاهر شده بود، برای این نقش نیز بازنگشت. در اوایل مهٔ ۲۰۲۱، مارول استودیو اعلام کرد که این فیلم در ۱۷ فوریهٔ ۲۰۲۳ اکران خواهد شد. در اواسط ژوئن، راد و داگلاس به انگلستان رفتند تا برای فیلم‌برداری آماده شوند. تصویربرداری برای گرفتن عکس‌های بیرونی و پس‌زمینه در در ۱۹ و ۲۰ ژوئن در اداره پلیس سان فرانسیسکو در ساحل شمالی، سانفرانسیسکو انجام شد. در ماه ژوئیه، جوآنا رابینسون از ونتی فر گزارش داد که کوری استول دوباره نقش دارن کراس / ژاکت زرد از مرد موردچه‌ای را به شکلی برای شیدایی کوانتومی ایفا خواهد کرد.
تصویربرداری اصلی در ۲۶ ژوئیهٔ ۲۰۲۱، در استودیوهای پاین‌وود در باکینگهام‌شر، با استفاده از عنوان کاری Dust Bunny آغاز شد. اینداستریال لایت اند مجیک همان فناوری تولید مجازی که رید هنگام کارگردانی قسمت‌های مجموعهٔ مندلورین از جنگ ستارگان استفاده می‌کرد، را برای این فیلم به کار گرفت. تصویربرداری اصلی قبلاً قرار بود در ژانویهٔ ۲۰۲۱ آغاز شود، اما به دلیل همه‌گیری کووید-۱۹ به تعویق افتاد. سپس انتظار می‌رفت که بین ۳۱ مه و ۲۴ سپتامبر آغاز شود. ویل هتای به‌عنوان طراح تولید فیلم انتخاب شد. تا ۱۶ سپتامبر، بیش از ۵۰ خدمه از تولیدات استودیو پاین‌وود، به دنبال شیوع بیماری در استودیو، به نوروویروس مبتلا شدند. بازیگران اصلی به این بیماری مبتلا نشدند. در اکتبر، اکران فیلم تا ۲۸ ژوئیهٔ ۲۰۲۳ به تعویق افتاد. بعداً در همان ماه، بیل مری گفت که فیلمی از مارول را با رید فیلمبرداری کرده‌است که گمان همین فیلم باشد. موری علی‌رغم اینکه علاقه ای به فیلم‌های ابرقهرمانی نداشت توضیح داد که او به این پروژه ملحق شد زیرا رید و کارش در آن را روشن کنید (۲۰۰۰) را دوست داشت. اما قبل از اینکه بیشتر به مشارکت خود در این فیلم اشاره کند گفت که نمی‌تواند در مورد او اظهار نظر کند. موری بعداً گفت که در این فیلم نقش یک «آدم بد» را بازی می‌کند. تصویربرداری اصلی در نوامبر ۲۰۲۱ تکمیل شد. همچنین انتظار می‌رفت که فیلمبرداری در آتلانتا انجام شود، و قرار بود مراحل تولید در سال ۲۰۲۲ با بازیگران به سانفرانسیسکو جابه‌جا شود.

### پس تولید
در آوریل ۲۰۲۲، فیلم به تاریخ اکران خود در ۱۷ فوریهٔ ۲۰۲۳ بازگردانده شد و به‌دلیل اینکه در مراحل بیشتری از تولید بود جای خود را با تاریخ اکران مارول‌ها تغییر داد.

## موسیقی
مشخص شد که کریستوف بک آهنگ‌سازی آن را تا ژوئیهٔ ۲۰۲۲ به عهده می‌گیرد. او قبلاً بر روی دو فیلم قبلی مرد مورچه‌ای و همچنین دو مجموعهٔ دنیای سینمایی مارول با عنوان‌های وانداویژن (۲۰۲۱) و هاکای (۲۰۲۱) از شبکهٔ دیزنی پلاس کار کرده بود.

## انتشار
افتتاحیهٔ جهانی مرد مورچه‌ای و زنبورک: شیدایی کوانتومی در ۶ فوریهٔ ۲۰۲۳ در هالیوود، لس آنجلس برگزار شد، و در ۱۷ فوریه در ایالات متحده و چین اکران شد. این فیلم پیش‌تر قرار بود در سال ۲۰۲۲ اکران شود، اما به‌طور رسمی در مهٔ ۲۰۲۱ اعلام شد که در ۱۷ فوریهٔ ۲۰۲۳ اکران خواهد شد. سپس در اکتبر ۲۰۲۱ به ۲۸ ژوئیه ۲۰۲۳ به تعویق افتاد اما در آوریل ۲۰۲۲ تاریخ اکران به فوریهٔ ۲۰۲۳ موکول شد. این نخستین فیلم از فاز پنجم دنیای سینمایی مارول است.

## بازخورد

### فروش گیشه
تا تاریخ ۲۴ آوریل ۲۰۲۳، مرد مورچه‌ای و زنبورک: شیدایی کوانتومی ۲۱۲٫۹ میلیون دلار در ایالات متحده و کانادا، و ۲۶۱٫۶ میلیون دلار در مناطقِ دیگر جهان به دست آورده‌است، که در مجموع فروش جهانیِ ۴۷۴٫۵ میلیون دلار را نشان می‌دهد.
در ژانویه ۲۰۲۳ پیش‌بینی شد که مرد مورچه‌ای و زنبورک: شیدایی کوانتومی در آمریکای شمالی در طول آخر هفته افتتاحیه چهار روزهٔ روز رئیس‌جمهور، ۱۲۰ میلیون دلار درآمد داشته باشد. در ماه بعد، پیش‌بینی شد که آخر هفته افتتاحیه آن به ۱۰۵–۱۱۰ میلیون دلار در داخل و ۲۸۰ میلیون دلار در سطح جهانی باشد. این فیلم در نخستین روز اکران حدود ۴۶ میلیون دلار فروش داشت که شامل ۱۷٫۵ میلیون دلار از پیش‌نمایش‌های پنج‌شنبه‌شب بود که از ساعت ۳ بعد از ظهر آن روز آغاز شد. این فیلم برای اولین بار به ۱۰۵٫۵ میلیون دلار (و در مجموع ۱۲۰ میلیون دلار در چهار روز) رسید که بهترین افتتاحیه فیلم‌های مرد مورچه‌ای است و سومین بهترین اکران در ماه فوریه پس از پلنگ سیاه (۲۴۲٫۱ میلیون دلار در ۲۰۱۸) و ددپول (۱۵۲٫۱ میلیون دلار در ۲۰۱۶) را رقم زد. آخر هفته دوم فیلم شاهد کاهش ۶۹ درصدی بود که به ۳۲ میلیون دلار در آمریکای شمالی رسید و بزرگ‌ترین فروش داخلی هفته دوم از یک فیلم دنیای سینمایی مارول بود. در سومین آخر هفته اکران، این فیلم ۱۲٫۴ میلیون دلار به دست آورد که ۶۱ درصد کاهش داشت.

### پاسخ انتقادی
در وبگاه جمع‌آوری نقد راتن تومیتوز، ٪۴۷ از ۳۸۰ بررسی منتقدان مثبت است و میانگینِ امتیاز آن ۵٫۶/۱۰ است. اجماع این وبگاه چنین می‌نویسد: «مرد مورچه‌ای و زنبورک: شیدایی کوانتومی عمدتاً فاقد جرقهٔ سرگرمی است که ماجراجویی‌های قبلی آن را برجسته می‌کرد، اما شخصیت کانگ از جاناتان میجرز یک ویلن هیجان‌انگیز است که آماده است تا مسیر MCU را تغییر دهد.» این فیلم در متاکریتیک که از میانگین وزنی استفاده می‌کند، بر اساس نظر ۶۱ منتقدین امتیاز ۴۸ از ۱۰۰ را کسب کرده که نشان‌گر «نقدهای مختلط یا متوسط» است. تماشاگران شرکت‌کننده در نظرسنجی سینماسکور به فیلم نمرهٔ متوسط «B» در مقیاس «A+» تا «F» دادند، در حالی که نظرسنجی‌های پست‌ترک گزارش دادند که ۷۵ درصد از مخاطبان به فیلم نمره مثبت داده‌اند و ۶۰ درصد گفته‌اند که قطعاً آن را توصیه می‌کنند.
اوون گلایبرمن از ورایتی از فیلم انتقاد کرد و آن را «در عین حال سرگرم‌کننده و بی‌حس‌کننده» خواند و اظهار داشت: «[...] اگر فاز ۵ اینگونه باشد، خدا ما را از فازهای ۶، ۷ و ۸ نجات دهد». کرین جیمز از بی‌بی‌سی بیان می‌کند که این فیلم «شخصیت شریر بزرگ بعدی مارول» را به همراه دارد، اما به غیر از آن، چیزی فراتر از اکشن بی‌معنی برای ارائه‌کردن ندارد.

## آینده
در ژوئن ۲۰۱۵، پیتون رید فیلمی پیش‌درآمد با تمرکز بر نسخهٔ جوان‌تر هنک پیم پیشنهاد کرد. در ژوئن ۲۰۱۸، مایکل داگلاس به این ایده علاقه نشان داد. داگلاس در فوریهٔ ۲۰۲۳ گفت که علاقه‌مند است برای فیلم چهارم بازگردد، اگر به این معنی باشد که در آن فیلم مرگ پیم نمایش داده شود. تهیه‌کننده، استیون بروسارد، گفت که پیش از این بحث‌هایی در مارول استودیوز دربارهٔ فیلم چهارم در حال انجام بود.